# Coleman (Géorgie)
Coleman est une census-designated place située dans le comté de Randolph, dans l’État de Géorgie, aux États-Unis. Lors du recensement de 2020, elle comptait 116 habitants.